# Nyceryx stuarti
Espèce
Nyceryx stuarti est une espèce d'insectes lépidoptères (papillons) qui appartient à la famille des Sphingidae, sous-famille des Macroglossinae, à la tribu des Dilophonotini, sous-tribu des Dilophonotina, et au genre Nyceryx. 

## Description
L'envergure est d'environ 66 mm. L'espèce est semblable à Nyceryx riscus , mais de plus grande taille et plus foncé ; l'apex de l'aile antérieure est distinctement tronqué.

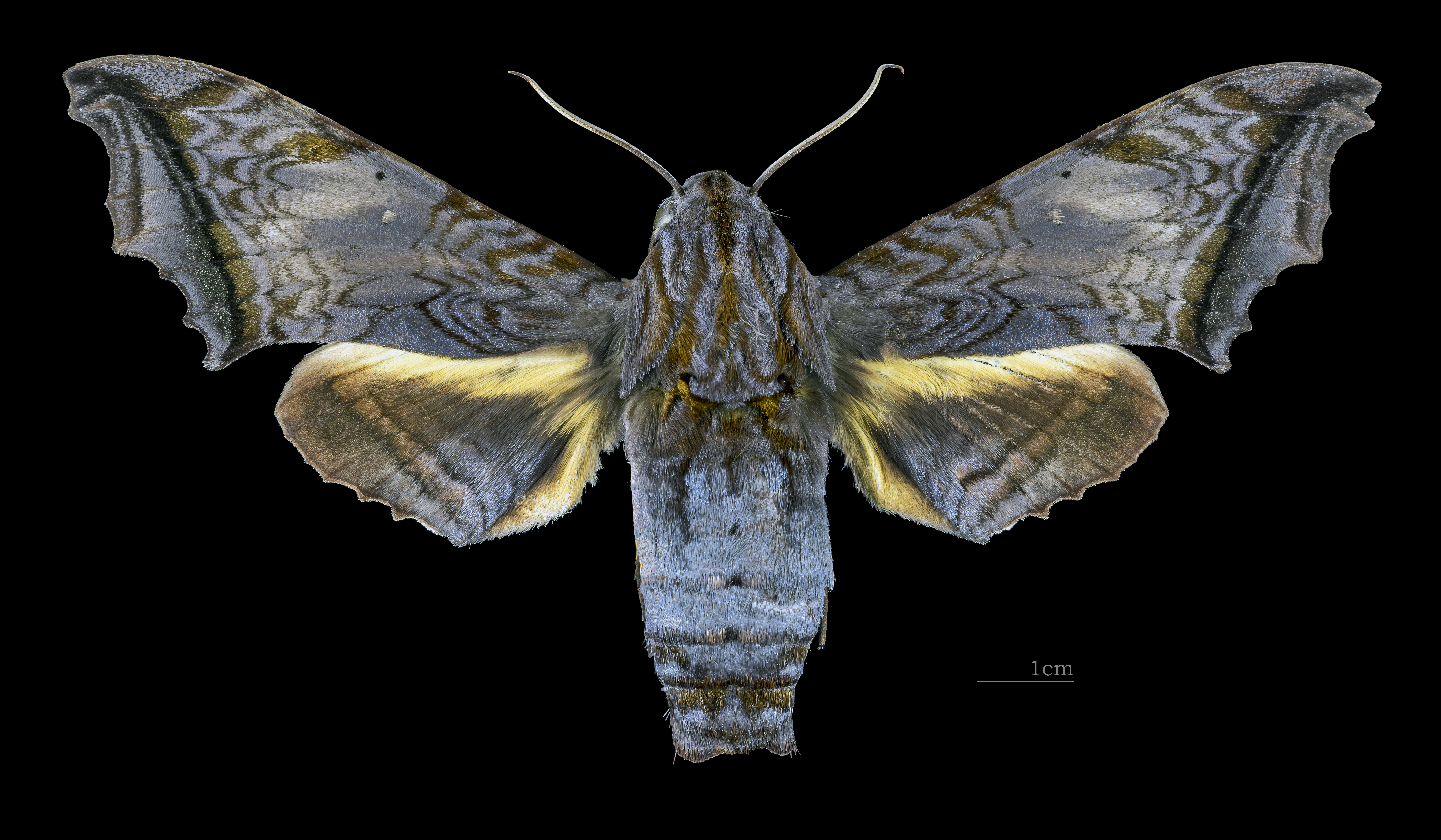
Face dorsale de la femelle (coll. MHNT)
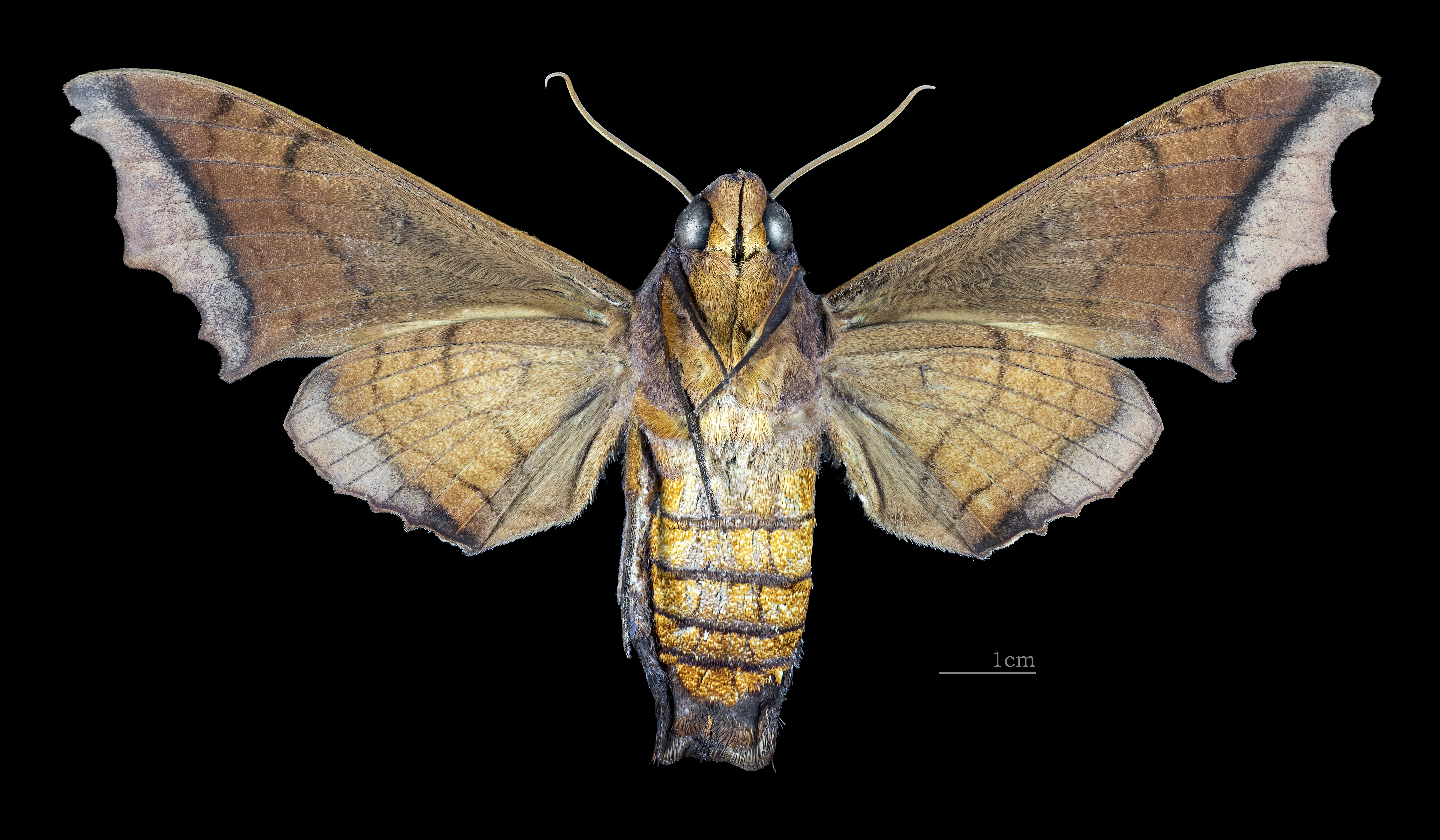
Revers de la femelle (coll. MHNT)

## Biologie
- Les adultes volent toute l'année.
- Les chenilles se nourrissent sur Pentagonia donnell-smithii et Chimarrhis parviflora.

## Répartition et habitat
Répartition
L'espèce est connue  au Costa Rica, Pérou, Brésil, Bolivie Guyane et au Paraguay.
Habitat
Nyceryx stuarti, vole dans les plaines tropicales et subtropicales.

## Systématique
- L'espèce Nyceryx stuarti a été décrite par l'entomologiste Lionel Walter Rothschild en 1894 sous le nom initial de Pachygonia stuarti[2].
- La localité type est Rio Cachyaco, Iquitos.

### Synonymie
- Pachygonia stuarti Rothschild 1894 protonyme